# The Triffids
The Triffids, australiensiskt rockband med storhetstid under 1980-talet, splittrat 1989. I centrum stod sångaren och låtskrivaren David McComb, som avled i sviterna av en bilolycka  2 februari 1999. Bandets sångare gjorde en soloskiva efter splittringen, Love of will (1994). Under 2006 har en nylansering av bandets gamla skivor inletts på CD, först ut var Born Sandy Devotional. I samband med detta har bandet återförenats och gjort spelningar i bl.a. Sydney, Melbourne, Perth, Belgien, London och Aten.

## Diskografi

### Studioalbum
- (1983) Treeless Plain
- (1984) Raining Pleasure (mini album)
- (1984) Lawson Square Infirmary (mini album)
- (1986) Born Sandy Devotional
- (1986) In the Pines
- (1987) Calenture
- (1989) The Black Swan

### Livealbum
- (1990) Stockholm

### Samlingsalbum
- (2010) Wide open road: The best of The Triffids

## Medlemmar
- David McComb (död)
- Robert McComb
- Jill Birt
- Alsy MacDonald
- Martyn P. Casey
- Graham Lee